# Mexico op de Olympische Zomerspelen 1948
Mexico nam deel aan de Olympische Zomerspelen 1948 in Londen, Engeland. Voor het eerst in de geschiedenis won Mexico een gouden medaille. Uiteindelijk werden het er zelfs twee. Deze prestatie werd alleen bij de Spelen in 1968 in eigen land overtroffen.

## Medailleoverzicht
| Sport          | Olympiër                                     | Onderdeel                  | Medaille |
| -------------- | -------------------------------------------- | -------------------------- | -------- |
| Paardensport   | Humberto Mariles                             | springconcours individueel | Goud     |
| Paardensport   | Rubén Uriza Humberto Mariles Alberto Valdés  | springconcours team        | Goud     |
| Paardensport   | Rubén Uriza                                  | springconcours individueel | Zilver   |
| Paardensport   | Raúl Campero Humberto Mariles Joaquin Solano | eventing team              | Brons    |
| Schoonspringen | Joaquin Capilla                              | 10m toren (m)              | Brons    |

## Deelnemers en resultaten
(m) = mannen, (v) = vrouwen 

### Atletiek
| Olympiër           | Discipline             | Resultaat | Prestatie                            |
| ------------------ | ---------------------- | --------- | ------------------------------------ |
| Gonzalo Rodríguez  | 100m (m)               | 60e       | serie 2: 6de in 11,97                |
| Gonzalo Rodríguez  | 200m (m)               | series    | serie 7: 5de                         |
| Carlos Monges      | 400m (m)               | 38e       | serie 5: 3de in 50,9                 |
| Martín Alarcón     | 5000m (m)              | series    | serie 3: 8ste                        |
| Jorge Aguirre      | verspringen (m)        | 20e       | kwalificatie groep A: 11de met 5,91m |
| Jorge Aguirre      | hink-stap-springen (m) | 26e       | kwalificatie: 26ste                  |
| Jorge Aguirre      | hoogspringen (m)       | DNS       | niet gestart                         |
| Francisco González | kogelslingeren (m)     | 24e       | kwalificatie: 24ste met 39,50m       |

### Basketbal
| Olympiër | Discipline | Resultaat | Prestatie |
| --- | ---------- | --------- | --- |
| Alberto Bienvenu Mudo Acuña Emilio López Fernando Rojas Francisco Galindo Héctor Guerrero Ignacio Romo Isaac Alfaro Jorge Cardiel Jorge Gudiño José Cabrera José Rojas Josué Santos Rodolfo Díaz | mannen     | 4e        | groep D: 1ste W van Cuba: 39-31 W van Ierland: 71-9 W van Frankrijk: 56-42 W van Iran: 68-27 kwartfinale: W van Zuid-Korea: 43-32 halve finale: V van Verenigde Staten: 40-71 bronzen finale: V van Brazilië: 47-52 |

| Groep D |           |             |             |             |            |            |            |        |
| №       | Land      | Wedstrijden | Wedstrijden | Wedstrijden | Doelpunten | Doelpunten | Doelpunten | Punten |
| №       | Land      | G           | W           | V           | V          | T          | Saldo      | Punten |
| 1       | Mexico    | 4           | 4           | 0           | 234        | 109        | +125       | 8      |
| 2       | Frankrijk | 4           | 3           | 1           | 214        | 131        | +83        | 7      |
| 3       | Cuba      | 4           | 2           | 2           | 213        | 131        | +82        | 6      |
| 4       | Iran      | 4           | 1           | 3           | 136        | 215        | −79        | 5      |
| 5       | Ierland   | 4           | 0           | 4           | 70         | 281        | −211       | 4      |

| Ronde          | Plaats           | Land  | Score      | Land |
| -------------- | ---------------- | ----- | ---------- | ---- |
| Groepsfase     |                  |       |            |      |
| Londen         | Mexico           | 39-31 | Cuba       |      |
| Londen         | Mexico           | 71-9  | Ierland    |      |
| Londen         | Mexico           | 56-42 | Frankrijk  |      |
| Londen         | Mexico           | 68-27 | Iran       |      |
| Kwartfinale    |                  |       |            |      |
| Londen         | Mexico           | 43-32 | Zuid-Korea |      |
| Halve finale   |                  |       |            |      |
| Londen         | Verenigde Staten | 71-40 | Mexico     |      |
| Bronzen finale |                  |       |            |      |
| Londen         | Brazilië         | 52-47 | Mexico     |      |

### Boksen
| Olympiër         | Discipline | Resultaat | Prestatie                                                                              |
| ---------------- | ---------- | --------- | -------------------------------------------------------------------------------------- |
| Antonio Luna     | -51kg (m)  | DNS       | niet gestart                                                                           |
| Edel Ojeda       | -54kg (m)  | 9e        | 1ste ronde: W van GBR Proffitt: punten 2de ronde: V van ESP Vicente: gediskwalificeerd |
| Conrado Castañon | -57kg (m)  | DNS       | niet gestart                                                                           |
| Ángel Arriaga    | -60kg (m)  | DNS       | niet gestart                                                                           |
| Lucio Moreno     | -67kg (m)  | DNS       | niet gestart                                                                           |

### Gewichtheffen
| Olympiër        | Discipline  | Resultaat | Prestatie                                                                              |
| --------------- | ----------- | --------- | -------------------------------------------------------------------------------------- |
| Marcelino Salas | -56kg (m)   | 19e       | drukken: 19de met 60kg trekken: 19de met 70kg stoten: 15de met 100kg totaal: 230kg     |
| Hugo Banda      | -67,5kg (m) | 21e       | drukken: 17de met 85kg trekken: 22ste met 80kg stoten: 21ste met 107,5kg totaal: 275kg |
| Armando Rueda   | -75kg (m)   | 17e       | drukken: 11de met 100kg trekken: 18de met 95kg stoten: 21ste met 120kg totaal: 315kg   |

### Moderne vijfkamp
| Olympiër         | Discipline  | Resultaat | Prestatie  |
| ---------------- | ----------- | --------- | ---------- |
| Ricardo García   | individueel | 35e       | 134 punten |
| Alejandro Quiroz | individueel | 33e       | 130 punten |

### Paardensport
| Olympiër                                     | Discipline  | Resultaat | Prestatie          |
| Dressuur                                     | Dressuur    | Dressuur  | Dressuur           |
| -------------------------------------------- | ----------- | --------- | ------------------ |
| Gabriel Gracida                              | individueel | 18e       | 248,50 punten      |
| Eventing                                     |             |           |                    |
| Raúl Campero                                 | individueel | 22e       | 120,50 strafpunten |
| Humberto Mariles                             | individueel | 12e       | 61,75 strafpunten  |
| Joaquín Solano                               | individueel | 23e       | 123,00 strafpunten |
| Raúl Campero Humberto Mariles Joaquín Solano | team        | Brons     | 305,25 strafpunten |
| Springconcours                               |             |           |                    |
| Humberto Mariles                             | individueel | Goud      | 6,25 strafpunten   |
| Rubén Uriza                                  | individueel | Zilver    | 8,00 strafpunten   |
| Alberto Valdés                               | individueel | 10e       | 20,00 strafpunten  |
| Humberto Mariles Rubén Uriza Alberto Valdés  | team        | Goud      | 34,25 strafpunten  |

### Schermen
| Olympiër                                                | Discipline     | Resultaat | Prestatie |
| ------------------------------------------------------- | -------------- | --------- | --- |
| Antonio Haro                                            | degen (m)      | 36e       | 1ste ronde groep 5: 2de met 3 overwinningen kwartfinale 3: 7de met 1 overwinning                                                                          |
| Emilio Meraz                                            | degen (m)      | 50e       | 1ste ronde groep 3: 5de met 2 overwinningen |
| Francisco Valero                                        | degen (m)      | 62e       | 1ste ronde groep 4: 8ste met 0 overwinningen |
| Antonio Haro Emilio Meraz Benito Ramos Francisco Valero | degen team (m) | 15e       | 1ste ronde groep 2: 3de met 0 overwinningen |
| Alfredo Grisi                                           | floret (m)     | 55e       | 1ste ronde groep 7: 6de met 0 overwinningen |
| Fidel Luña                                              | floret (m)     | DNS       | niet gestart |
| Benito Ramos                                            | floret (m)     | DNS       | niet gestart |
| Antonio Haro                                            | sabel (m)      | 8e        | 1ste ronde groep 1: 2de met 4 overwinningen kwartfinale 3: 4de met 3 overwinningen halve finale 2: 4de met 4 overwinningen finale: 8ste met 1 overwinning |
| Fidel Luña                                              | sabel (m)      | 54e       | 1ste ronde groep 3: 7de met 0 overwinningen |
| Benito Ramos                                            | sabel (m)      | 46e       | 1ste ronde groep 2: 4de met 1 overwinning |
| Francisco Valero                                        | sabel (m)      | DNS       | niet gestart |
| Antonio Haro Fidel Luña Benito Ramos Francisco Valero   | sabel team (m) | 13e       | 1ste ronde groep 1: 3de met 0 overwinningen |
|                                                         |                |           | |
| Nadia Boudesoque                                        | floret (v)     | 26e       | 1ste ronde groep 2: 6de met 2 overwinningen |
| Enriqueta Mayora                                        | floret (v)     | 26e       | 1ste ronde groep 4: 5de met 2 overwinningen |
| Emma Ruíz                                               | floret (v)     | 36e       | 1ste ronde groep 6: 7de met 0 overwinningen |

### Schietsport
| Olympiër               | Discipline              | Resultaat | Prestatie                         |
| ---------------------- | ----------------------- | --------- | --------------------------------- |
| Gustavo Huet           | 50m geweer liggend (m)  | 30e       | 588 punten: (97-98-98-99-98-98)   |
| Oscar Lozano           | 50m geweer liggend (m)  | 26e       | 590 punten: (98-100-98-96-98-100) |
| José de la Torre       | 50m geweer liggend (m)  | 53e       | 580 punten: (98-95-97-96-96-98)   |
| Gilberto Martínez      | 50m geweer liggend (m)  | 31e       | 915 punten: (329-298-288)         |
| José Nozari            | 50m geweer liggend (m)  | 22e       | 1013 punten: (372-337-304)        |
| José Reyes Rodríguez   | 50m geweer liggend (m)  | 29e       | 944 punten: (324-312-308)         |
| José Alanís            | 25m snelvuurpistool (m) | 44e       | 529 punten: (268-261)             |
| Francisco Bustamente   | 25m snelvuurpistool (m) | 18e       | 539 punten: (267-272)             |
| Ernesto Montemayor Sr. | 25m snelvuurpistool (m) | 14e       | 550 punten: (278-272)             |

### Schoonspringen
| Olympiër                | Discipline    | Resultaat | Prestatie     |
| ----------------------- | ------------- | --------- | ------------- |
| Joaquín Capilla         | 3m plank (m)  | 4e        | 141,79 punten |
| Diego Mariscal          | 3m plank (m)  | 17e       | 107,78 punten |
| Joaquín Capilla         | 10m toren (m) | Brons     | 113,52 punten |
| Diego Mariscal          | 10m toren (m) | 13e       | 95,14 punten  |
| Gustavo Somohano        | 10m toren (m) | 14e       | 91,98 punten  |
|                         |               |           |               |
| Ibone Belausteguigoitia | 3m plank (v)  | 16e       | 58,18 punten  |
| Rosa Gutiérrez          | 10m toren (v) | 14e       | 41,88 punten  |

### Turnen
| Olympiër                                                                  | Discipline               | Resultaat | Prestatie     |
| ------------------------------------------------------------------------- | ------------------------ | --------- | ------------- |
| Dionisio Aguilar                                                          | brug (m)                 | 115e      | 17,0 punten   |
| Jorge Castro                                                              | brug (m)                 | 118e      | 14,5 punten   |
| Rubén Lira                                                                | brug (m)                 | 119e      | 12,25 punten  |
| Everardo Rios                                                             | brug (m)                 | 120e      | 9,5 punten    |
| Dionisio Aguilar                                                          | paard voltige (m)        | 113e      | 14,0 punten   |
| Jorge Castro                                                              | paard voltige (m)        | 120e      | 11,0 punten   |
| Rubén Lira                                                                | paard voltige (m)        | 113e      | 14,0 punten   |
| Everardo Rios                                                             | paard voltige (m)        | 121e      | 4,7 punten    |
| Dionisio Aguilar                                                          | rekstok (m)              | 119e      | 8,0 punten    |
| Jorge Castro                                                              | rekstok (m)              | 108e      | 17,0 punten   |
| Rubén Lira                                                                | rekstok (m)              | 108e      | 17,0 punten   |
| Everardo Rios                                                             | rekstok (m)              | 120e      | 6,0 punten    |
| Dionisio Aguilar                                                          | ringen (m)               | 119e      | 11,4 punten   |
| Jorge Castro                                                              | ringen (m)               | 115e      | 14,5 punten   |
| Rubén Lira                                                                | ringen (m)               | 118e      | 13,2 punten   |
| Everardo Rios                                                             | ringen (m)               | 120e      | 11,0 punten   |
| Dionisio Aguilar                                                          | sprong (m)               | 113e      | 20,4 punten   |
| Jorge Castro                                                              | sprong (m)               | 107e      | 26,9 punten   |
| Rubén Lira                                                                | sprong (m)               | 108e      | 25,5 punten   |
| Everardo Rios                                                             | sprong (m)               | 119e      | 12,0 punten   |
| Dionisio Aguilar                                                          | vloer (m)                | 120e      | 11,0 punten   |
| Jorge Castro                                                              | vloer (m)                | 114e      | 20,0 punten   |
| Rubén Lira                                                                | vloer (m)                | 117e      | 17,0 punten   |
| Everardo Rios                                                             | vloer (m)                | 119e      | 12,0 punten   |
| Nicanor Villarreal                                                        | vloer (m)                | 121e      | 4,0 punten    |
| Dionisio Aguilar                                                          | individuele meerkamp (m) | 120e      | 55,2 punten   |
| Jorge Castro                                                              | individuele meerkamp (m) | 116e      | 103,9 punten  |
| Rubén Lira                                                                | individuele meerkamp (m) | 117e      | 98,95 punten  |
| Everardo Rios                                                             | individuele meerkamp (m) | 120e      | 55,2 punten   |
| Nicanor Villarreal                                                        | individuele meerkamp (m) | 122e      |               |
| Dionisio Aguilar Jorge Castro Rubén Lira Everardo Rios Nicanor Villarreal | meerkamp team (m)        | 16e       | 343,85 punten |

### Voetbal
| Olympiër | Discipline | Resultaat | Prestatie                                         |
| --- | ---------- | --------- | ------------------------------------------------- |
| Alberto Córdoba Carlos Thompson Eduardo Garduño Fernando Figueroa Francisco Quintero Jorge Rodríguez Jorge Ruiz José Mercado José Rodríguez Mario Sánchez Raúl Cárdenas | mannen     | 9e        | voorronde: vrij 1ste ronde: V van Zuid-Korea: 3-5 |

### Wielersport
| Olympiër                                                          | Discipline            | Resultaat | Prestatie                                                              |
| Baan                                                              | Baan                  | Baan      | Baan                                                                   |
| ----------------------------------------------------------------- | --------------------- | --------- | ---------------------------------------------------------------------- |
| Adolfo Romero                                                     | sprint (m)            | 17e       | 1ste ronde: V van AUT Welt 1ste ronde herkansingen: V van CAN Lacourse |
| Adolfo Romero                                                     | tijdrit (m)           | 18e       | 1.22,7                                                                 |
| Weg                                                               |                       |           |                                                                        |
| Placido Herrera                                                   | wegwedstrijd (m)      | DNF       | niet gefinisht                                                         |
| Francisco Rodríguez                                               | wegwedstrijd (m)      | DNF       | niet gefinisht                                                         |
| Gabino Rodríguez                                                  | wegwedstrijd (m)      | DNF       | niet gefinisht                                                         |
| Manuel Solis                                                      | wegwedstrijd (m)      | DNF       | niet gefinisht                                                         |
| Placido Herrera Francisco Rodríguez Gabino Rodríguez Manuel Solis | wegwedstrijd team (m) | DNF       | niet gefinisht                                                         |

### Worstelen
| Olympiër        | Discipline  | Resultaat   | Prestatie                                                      |
| Vrije stijl     | Vrije stijl | Vrije stijl | Vrije stijl                                                    |
| --------------- | ----------- | ----------- | -------------------------------------------------------------- |
| Delmiro Bernal  | -61kg (m)   | 16e         | 1ste ronde: V van EGY Hamid: 0-3 2de ronde: V van SWE Sjölin   |
| José Luis Pérez | -67kg (m)   | 17e         | 1ste ronde: V van SUI Baumann                                  |
| Eduardo Estrada | -73kg (m)   | 13e         | 1ste ronde: V van IRI Zandi 2de ronde: V van IND Bhargava: 1-2 |
| Eduardo Assam   | -79kg (m)   | 13e         | 1ste ronde: V van GBR Bowey: 0-3 2de ronde: V van FIN Sepponen |

### Zwemmen
| Olympiër                                                    | Discipline            | Resultaat | Prestatie                                                                  |
| ----------------------------------------------------------- | --------------------- | --------- | -------------------------------------------------------------------------- |
| Alberto Isaac                                               | 100m vrije slag (m)   | 11e       | serie 3: 2de in 1.00,1 halve finale 1: 7de in 1.00,4                       |
| Ramón Bravo                                                 | 400m vrije slag (m)   | DNS       | serie 5: niet gestart                                                      |
| Angel Maldonado                                             | 400m vrije slag (m)   | DNS       | serie 2: niet gestart                                                      |
| César Borja                                                 | 1500m vrije slag (m)  | 25e       | serie 4: 5de in 21.15,8                                                    |
| Ramón Bravo                                                 | 1500m vrije slag (m)  | 19e       | serie 6: 5de in 20.45,5                                                    |
| Angel Maldonado                                             | 1500m vrije slag (m)  | 21e       | serie 1: 4de in 20.47,2                                                    |
| Tonatiuh Gutiérrez                                          | 100m rugslag (m)      | 31e       | serie 2: 6de in 1.15,6                                                     |
| Clemente Mejía                                              | 100m rugslag (m)      | 4e        | serie 3: 3de in 1.09,8 halve finale 1: 4de in 1.09,6 finale: 4de in 1.09,0 |
| Apolonio Castillo                                           | 200m schoolslag (m)   | 15e       | serie 1: 3de in 2.50,7 halve finale 2: 8ste in 2.53,5                      |
| Ramón Bravo Angel Maldonado Apolonio Castillo Alberto Isaac | 4x200m vrije slag (m) | 7e        | serie 2: 4de in 9.23,4 finale: 7de in 9.20,2                               |
|                                                             |                       |           |                                                                            |
| Magda Bruggemann                                            | 100m vrije slag (v)   | 25e       | serie 1: 6de in 1.12,5                                                     |
| Magda Bruggemann                                            | 400m vrije slag (v)   | 11e       | serie 3: 5de in 5.43,8 halve finale 1: 6de in 5.42,4                       |
| Magda Bruggemann                                            | 100m rugslag (v)      | 11e       | serie 4: 4de in 1.21,4                                                     |
| Helga Diederichsen                                          | 200m schoolslag (v)   | 21e       | serie 2: 6de in 3.27,8                                                     |

Afghanistan · Argentinië · Australië · België · Bermuda · Birma · Brazilië · Brits-Guiana · Canada · Ceylon · Chili · Colombia · Cuba · Denemarken · Egypte · Filipijnen · Finland · Frankrijk · Griekenland · Groot-Brittannië · Hongarije · Ierland · IJsland · India · Irak · Iran · Italië · Jamaica · Joegoslavië · Libanon · Liechtenstein · Luxemburg · Malta · Mexico · Monaco · Nederland · Nieuw-Zeeland · Noorwegen · Oostenrijk · Pakistan · Panama · Peru · Polen · Portugal · Puerto Rico · Republiek China · Singapore · Spanje · Syrië · Trinidad en Tobago · Tsjecho-Slowakije · Turkije · Uruguay · Venezuela · Verenigde Staten · Zuid-Afrika · Zuid-Korea · Zweden · Zwitserland